# Florentin Matei
 (août 2025).
Florentin Matei (né le 15 avril 1993 à Bolintin-Vale) est un footballeur roumain qui évolue au poste de milieu de terrain.

## Biographie
Avec l'équipe du HNK Rijeka, il inscrit en juillet 2017 deux buts lors des tours préliminaires de la Ligue des champions, contre une équipe galloise, The New Saints FC.
Le 28 février 2022, il rejoint l'équipe roumaine UTA Arad.

## Palmarès

### HNK Rijeka
- Champion de Croatie en 2017
- Vice-champion de Croatie en 2016 et 2018
- Vainqueur de la Coupe de Croatie en 2017